# Magdalena Wittelsbach
Magdalena Wittelsbach (ur. 4 lipca 1587 w Monachium, zm. 25 września 1628 w Neuburgu) – księżniczka bawarska, księżna Palatynatu-Neuburg.

## Życiorys
Córka Wilhelma V, księcia Bawarii, i Renaty Lotaryńskiej. Jej dziadkami byli: Albrecht V Wittelsbach i Anna Habsburg oraz Franciszek I Lotaryński i Krystyna Oldenburg, księżniczka duńska.
11 listopada 1613 roku wyszła za mąż za Wolfganga Wilhelma Wittelsbacha księcia Palatynatu-Neuburg, przedstawiciela reńskiej linii Wittelsbachów. Para miała jednego syna Filipa Wilhelma Wittelsbacha, od 1685 roku elektora Palatynatu Reńskiego.